# 1903 год в истории железнодорожного транспорта
1903 год в истории железнодорожного транспорта

## События
- В Германии на железнодорожном участке Цоссен — Мариенфельде длиной 23 километра прошёл испытания первый электрический моторный вагон фирмы «Сименс».[1][страница не указана 797 дней]
- В России инженер Р. Ю. Тиле произвёл аэрофотосъёмку трассы железной дороги вдоль Черноморского побережья.[1]
- 1 апреля в России было открыто правильное движение на участке Нижний Новгород — Арзамас, Московско-Казанской железной дороги.
- 28 октября в Германии опытный электровагон компании AEG установил рекорд скорости в 210,2 км/ч, продержавшийся для электропоездов более полувека.

## Новый подвижной состав
- Коломенский завод выпустил первые 9 паровозов типа 1-2-0+0-2-0 (система Маллета) серии І.
- В Великобритании на заводах компании Swindon Works начался выпуск паровозов серии GWR 2800 и танк-паровозов серии GWR 5101.
- В Англии на Лондонскую и Юго-Западную железную дорогу вышли грузопассажирские 2-2-0 паровозы LSWR L11 class и пассажирские для экспресс-поездов на крутых уклонах LSWR S11 class конструкции главного инженера дороги Дугалда Драммонда, построенные на заводе у Девяти Вязов.

## Персоны

### Родились
30 июля — Бещев, Борис Павлович 3-й министр путей сообщения СССР, инженер путей сообщения, государственный деятель.